# Sauermühle
Die Sauermühle ist ein Einzelgehöft im Ortsteil Völkershausen der Stadt Vacha im thüringischen Wartburgkreis.

## Lage
Die Sauermühle liegt etwa einen Kilometer nördlich von Völkershausen südlich des Luttershofes an der Landesstraße 2601 im Tal der Oechse.

## Verkehr
Die Sauermühle liegt an der Landesstraße 2601, welche von Vacha nach Oechsen führt.
Sie ist mit der Buslinie 111 (Vacha – Völkershausen – Oechsen) des Verkehrsunternehmen Wartburgmobil an den Öffentlichen Personennahverkehr angeschlossen.